# Academia de Música e Arte Dramática de Londres
A London Academy of Music and Dramatic Art (LAMDA) é uma escola de teatro localizada em Hammersmith, Londres. Fundada em 1861, é a mais antiga escola especializada em teatro das Ilhas Britânicas. Em janeiro de 2025, a escola expandiu seus campos de treinamento para a cidade de Nova Iorque por meio de uma parceria com a ART New York em Manhattan para fornecer treinamento de estúdio para atores nos Estados Unidos. A LAMDA foi classificada como a escola de teatro nº 1 no Reino Unido pelo The Guardian University Guide em 2025.
Os graduados da academia trabalham regularmente no Royal National Theatre, na Royal Shakespeare Company, no Shakespeare's Globe e nos teatros do West End e Hollywood em Londres, bem como na BBC, na Broadway e no MCU. Está registada como uma empresa sob o nome LAMDA Ltd e como uma instituição de caridade sob o seu nome comercial London Academy of Music and Dramatic Art. Uma proporção muito alta de graduados em gestão de palco e teatro técnico da LAMDA encontram trabalho na área escolhida poucas semanas após a formatura. Os ex-alunos da LAMDA receberam 5 Oscars (de 13 indicações ao Oscar ), 10 SAG Awards, 13 Tonys, 15 Emmys, 19 Globos de Ouro, 21 BAFTAs e 40 Olivier Awards.

## História
A Academia de Música de Londres foi fundada em 1861 Henry Wylde no St. James's Hall. Foram admitidos estudantes de todas as idades “com talento evidente ou que demonstrassem aptidão para aprender”. Estavam disponíveis bolsas de estudo integrais. O primeiro concerto filarmônico foi realizado em 29 de abril de 1863, após um ensaio público em 25 de abril. Foi uma apresentação da Sinfonia nº 3 de Mendelssohn.
Na década de 1880, a LAMDA começou a oferecer exames de oratória ao público. Desde então, esses exames foram refinados e desenvolvidos em um sistema abrangente de avaliação de desempenho. Os exames LAMDA surgiram como o maior conselho de oratória e teatro do Reino Unido.
Em 1904, a escola foi fundida com outras duas instituições musicais de Londres, a London Music School (fundada em 1865) e a Forest Gate School of Music (fundada em 1885), renomeada em 1906 para Metropolitan Academy of Music. O nome foi alterado para o nome atual em 1935, sob a direção de Wilfrid Foulis. Em 1939, foi transferido de Londres devido à guerra; quando reabriu em 1945, não fornecia mais treinamento musical. No entanto, o canto permaneceu parte integrante da formação de atores da LAMDA e, em 2023, introduziu um novo programa de Teatro Musical do MFA.
A LAMDA era anteriormente membro associado do Conservatório de Dança e Drama, tendo ingressado em 2004, e recebeu financiamento através do Conservatório do Escritório de Estudantes. Deixou o Conservatório em 31 de julho de 2019 para se tornar uma instituição independente e agora recebe financiamento diretamente do Office for Students and Research England.

## Instalações

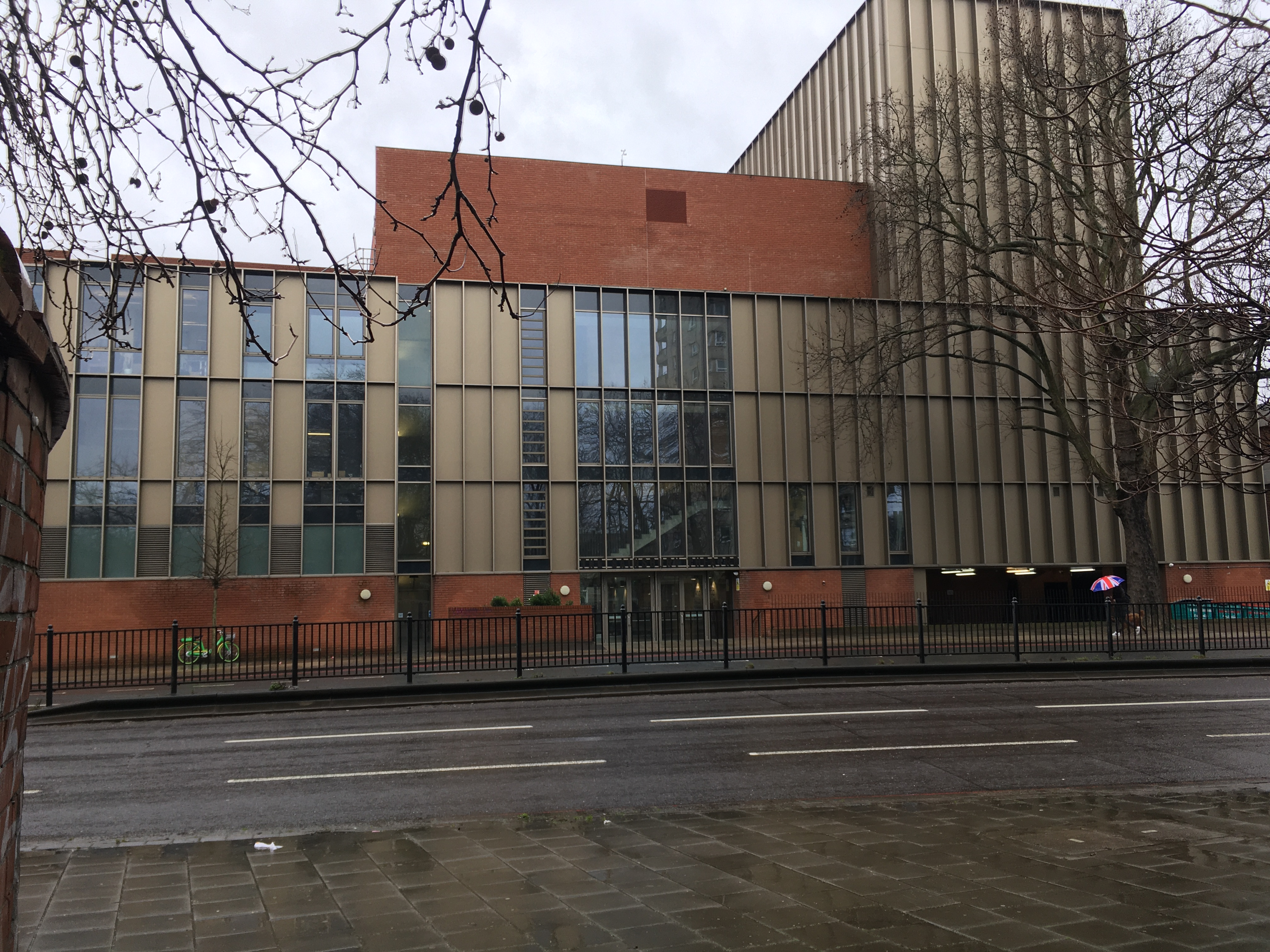
O edifício LAMDA na Talgarth Road

Em 2003, a LAMDA decidiu mudar sua escola de ensino e teatro para sua localização atual em Hammersmith, no oeste de Londres.
A mudança para a Talgarth Road permitiu que a LAMDA desenvolvesse um campus com novas instalações de treinamento. O local anteriormente abrigava a Royal Ballet School, que foi transferida para novas instalações especialmente construídas, adjacentes à Royal Opera House.

## Conselhos e membros honorários
- Patrono: Princesa Alexandra, A Honorável Lady Ogilvy[22][23]

### Conselho de Curadores
- Presidente: Benedict Cumberbatch[24]
- Vice-presidente: Patricia Hodge
- Administradora: Annabel Mutale Reed

### Membros Honorários
- Norman Ayrton
- Eileen Collins
- Colin Cook
- Zoë Dominic
- Michael Forrest
- Brian Tilston
- Filipe Carne